# Acanthostomatops vorax
Acanthostomatops es un género extinto de temnospóndilo, el cual vivió en la Cuenca Döhlen, Alemania durante  el Pérmico Inferior de Sajonia. Se le describió a partir de diversos restos de especímenes tanto adultos como juveniles.